# Coupe Memorial 1997
 (août 2021).
Les normes d'accessibilité du Web doivent être respectées sur les articles liés au hockey sur glace.
Les articles possédant ce bandeau sont listés dans la catégorie:Article hockey sur glace non accessible.
Les points d'amélioration suivants sont les cas les plus fréquents :
- Tableaux de données : utiliser les modèles préformatés déjà disponibles ou consulter l'aide ;
- Listes à puces : les listes à puces sont créées grâces aux astérisques. Il ne doit pas y avoir de ligne vide entre deux astérisques ;
- Langue : tout changement de langue doit être signalé grâce au modèle {{langue}} ou au paramètrelangue=quand le modèle {{Lien web}} est utilisé dans les références ;
- Alternative textuelle : toute image doit être accompagnée d'une description sommaire (à ne pas confondre avec la légende).

Voir aussi Wikipédia:Atelier accessibilité/Bonnes pratiques.
Nota : ce bandeau ne concerne pas les problèmes d'accessibilité dus aux modèles utilisés.
Navigation
Édition précédente Édition suivante
L'édition 1997 de la Coupe Memorial est présenté du 10 au 18 mai 1997 à Hull, Québec. Elle regroupe les champions de chacune des divisions de la Ligue canadienne de hockey, soit la Ligue de hockey junior majeur du Québec (LHJMQ), la Ligue de hockey de l'Ontario (LHO) et la Ligue de hockey de l'Ouest (LHOu)

## Équipes participantes
- Les Saguenéens de Chicoutimi représente la Ligue de hockey junior majeur du Québec.
- Les Generals d'Oshawa représente la Ligue de hockey de l'Ontario.
- Les Hurricanes de Lethbridge représente la Ligue de hockey de l'Ouest.
- Les Olympiques de Hull de la LHJMQ en tant qu'équipe hôte.

## Classement du tour préliminaire
| Clt   | Équipe                   | PJ | V | D | BP | BC | Pts |
| ----- | ------------------------ | -- | - | - | -- | -- | --- |
| +001, | Olympiques de Hull       | 3  | 2 | 1 | 22 | 12 | 4   |
| +002, | Hurricanes de Lethbridge | 3  | 2 | 1 | 12 | 8  | 4   |
| +003, | Generals d'Oshawa        | 3  | 2 | 1 | 7  | 12 | 4   |
| +004, | Saguenéens de Chicoutimi | 3  | 0 | 3 | 10 | 17 | 0   |

- Qualifié pour la finale
- Qualifié pour la demi-finale

## Résultats

### Résultats du tournoi à la ronde
Voici les résultats du tournoi à la ronde pour l'édition 1997 :

## Effectifs
Voici la liste des joueurs des Olympiques de Hull, équipe championne du tournoi 1997 :
- Entraîneur : Claude Julien
- Gardiens : Martin Biron et Christian Bronsard.
- Défenseurs : Alexandre Couture, Matthieu Descôteaux, Eric Hunter, Mario Larocque, Steven Low, Jaret Sledz et Colin White.
- Attaquants : Alexandre Audet, Francis Bélanger, Kevin Brochu, Jonathan Delisle, Christian Dubé, Martin Éthier, Marty Johnston, Ryan Lauzon, Donald MacLean, Martin Ménard, Éric Naud, Frankie Nault, Pavel Rosa et Peter Worrell.

## Meilleurs pointeurs
| Joueur            | Équipe     | PJ | B | A | Pts |
| ----------------- | ---------- | -- | - | - | --- |
| Christian Dubé    | Hull       | 4  | 6 | 7 | 13  |
| Donald MacLean    | Hull       | 4  | 2 | 6 | 8   |
| Pavel Rosa        | Hull       | 4  | 3 | 4 | 7   |
| Martin Ménard     | Hull       | 4  | 5 | 1 | 6   |
| Frédéric Bouchard | Chicoutimi | 3  | 2 | 4 | 6   |
| David Gosselin    | Chicoutimi | 3  | 3 | 2 | 5   |
| Denis Hamel       | Chicoutimi | 3  | 2 | 3 | 5   |
| Mike Josephson    | Lethbridge | 5  | 2 | 3 | 5   |
| Marc Savard       | Oshawa     | 4  | 0 | 5 | 5   |
| Jonathan Delisle  | Hull       | 4  | 0 | 5 | 5   |

## Honneurs individuels
- Trophée Stafford-Smythe (meilleur joueur) : Christian Dubé (Olympiques de Hull)
- Trophée George-Parsons (meilleur esprit sportif) : Radoslav Suchý (Saguenéens de Chicoutimi)
- Trophée Hap-Emms (meilleur gardien) : Christian Bronsard (Olympiques de Hull)
- Trophée Ed-Chynoweth (meilleur buteur) : Christian Dubé (Olympiques de Hull)

Équipe d'étoiles :
- Gardien : Christian Bronsard (Olympiques de Hull)
- Défenseurs : Chris Phillips (Hurricanes de Lethbridge) — Jan Snopek (Generals d'Oshawa)
- Attaquants : Christian Dubé (Olympiques de Hull) — Martin Ménard (Olympiques de Hull) — Byron Ritchie (Hurricanes de Lethbridge)